# Beatriz Carvajal
Beatriz Pla Navarro (Madrid, Espanya, 24 de desembre de 1949), és coneguda artísticament com a Beatriz Carvajal. És una actriu madrilenya amb gran experiència en tots els mitjans, especialment en teatre i televisió, on ha realitzat multitud de treballs que li han donat una enorme popularitat.

## Filmografia

### Cinema
| Llargmetratges - Padre no hay más que dos (1982) - Martes y trece, ni te cases ni te embarques (1982) - El currante (1983) - Una y sonada... (1985) - Los gusanos no llevan bufanda (1992) - Brujas (1996) - Corazón loco (1997) | Curtmetratges - El síndrome Martins (1999) - El congreso (2000) - Velocidad (2000) - Mi abuelo es un animal (2000) - Otro tiempo (2001) - Ninette (2005) - G. (2011) |

### Televisió
| - Los maniáticos (1974) - Estudio 1 (1978) - 625 líneas (1978-1980) - Primera función (1989) - Juncal (1989) - Una hija más (1991) - Farmacia de guardia (1992) - Taller mecánico (1992) - Querida Concha (1992-1993) - Lleno, por favor (1993) - Quién da la vez (1995) - Función de noche (1995) - Carmen y familia (1996) | - Hostal Royal Manzanares (1997) - Más que amigos (1998) - Vida y sainete (1998) - Compañeros (1998-2002) - Desenlace (2002) - Gala Un Paso Adelante (2002) - Paco y Veva (2004) - Aquí no hay quien viva (2004-2006) - Sprint especial (2005) - La que se avecina (2007-2010) - Los misterios de Laura (2011-2014) - Bienvenidos al Lolita (2014) |

### Teatre
- Cuidado con las personas formales (1960)
- Los árboles mueren de pie
- Mariana Pineda (1967)
- La zapatera prodigiosa
- Spain's Strip-tease(1970)
- La zurra (1974)
- Los habitantes de la casa deshabitada (1981)
- Lázaro en el laberinto (1986)
- A media luz los tres (1988)
- Las salvajes en Puente San Gil (1988)
- El hotelito
- Los bosques de Nyx (1994)
- 5mujeres.com (2002)
- El cerco de Leningrado (2011)
- La venganza de don Mendo (2012)

## Premis i nominacions[calcitació]
| Any  | Premi                                                                          | Categoria                  | Títol            | Resultat   |
| ---- | ------------------------------------------------------------------------------ | -------------------------- | ---------------- | ---------- |
| 1994 | Fotogramas de Plata                                                            | Millor actriu de televisió | Lleno, por favor | Nominada   |
| 1994 | TP de Oro, Espanya                                                             | Millor actriu              | Lleno, por favor | Nominada   |
| 1999 | Premi Unió de Actors                                                           | Actriu Protagonista TV     | Compañeros       | Guanyadora |
| 2001 | TP de Oro, Espanya                                                             | Millor actriu              | Compañeros       | Nominada   |
| 2005 | Premi Pepe Isbert del Festival Internacional de Cinema de Comèdia de Peníscola |                            |                  | Guanyadora |
| 2006 | Cercle d'Escriptors Cinematogràfics                                            | Actriu secundària          | Ninette          | Nominada   |